# فرودگاه بین‌المللی ایلوپانگو
فرودگاه بین‌المللی ایلوپانگو (به انگلیسی: Ilopango International Airport) یک فرودگاه نظامی است که یک باند فرود آسفالت دارد و طول باند آن ۲۲۴۰ متر است. این فرودگاه در شهر سان سالوادور کشور السالوادور قرار دارد و در ارتفاع ۶۱۵ متری از سطح دریا واقع شده‌است.

## شرکت‌های هواپیمایی و مقصدهای پروازی

### Passenger airlines
| شرکت‌های هواپیمایی                | مقصدهای پروازی                                       |
| -------------------------------- | ---------------------------------------------------- |
| Transportes Aéreos Guatemaltecos | لا آررا، رامون ویلدا مورالس چارتر: خوآن مانوئل گالوس |
| Taxi Aéreos de El Salvador       | San Miguel, MSSM، السالوادور                         |
| CM Airlines                      | تونکنتین، خوآن مانوئل گالوس                          |